# Hucisko (powiat suski)

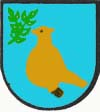
Nieoficjalny herb wsi Hucisko

Hucisko – wieś w Polsce, położona w województwie małopolskim, w powiecie suskim, w gminie Stryszawa.
W latach 1954–1961 wieś należała i była siedzibą władz gromady Hucisko, po jej zniesieniu w gromadzie Lachowice. W latach 1975–1998 wieś należała administracyjnie do województwa bielskiego.

## Położenie
Wieś położona jest na dziale wodnym oddzielającym dorzecza Skawy i Koszarawy, oraz Pasmo Pewelskie od Pasma Laskowskiego. Obydwa te pasma według Jerzego Kondrackiego, autora regionalizacji fizycznogeograficznej Polski należą do Beskidu Makowskiego
Przez Hucisko przebiega linia kolejowa nr 97 z Suchej Beskidzkiej do Żywca – fragment Galicyjskiej Kolei Transwersalnej, otwartej w 1884. W tym miejscu przekracza on najwyższy punkt na całej swej trasie – Przełęcz Hucisko 560 m n.p.m.

## Integralne części wsi
| SIMC    | Nazwa             | Rodzaj    |
| ------- | ----------------- | --------- |
| 0068334 | Bieguny           | część wsi |
| 0068340 | Byrtkowa          | część wsi |
| 0068357 | Chaśnikówka       | część wsi |
| 0068363 | Gilowscy          | część wsi |
| 0068370 | Jaroszówka        | część wsi |
| 0068386 | Na Wytrzyszczonie | część wsi |
| 0068392 | Rola Hulbujowa    | część wsi |
| 0068400 | U Stacji          | część wsi |
| 0068417 | U Walęgów         | część wsi |
| 0068423 | Wielkie Pole      | część wsi |

## Historia
Hucisko powstało w XV wieku jako przysiółek Pewli Wielkiej. Nazwa wywodzi się od huty żelaza, w której wydobywano rudę żelaza i wypalano ją w prymitywnych dymarkach (resztki dymarki można zobaczyć w pobliżu stacji kolejowej).
W XVII wieku w Hucisku istniała huta szkła.

## Religia
Na terenie wsi działalność duszpasterską prowadzi Kościół Rzymskokatolicki (parafia Niepokalanego Serca NMP).

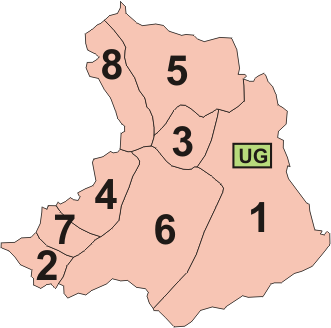
Hucisko (2.) w gminie Stryszawa

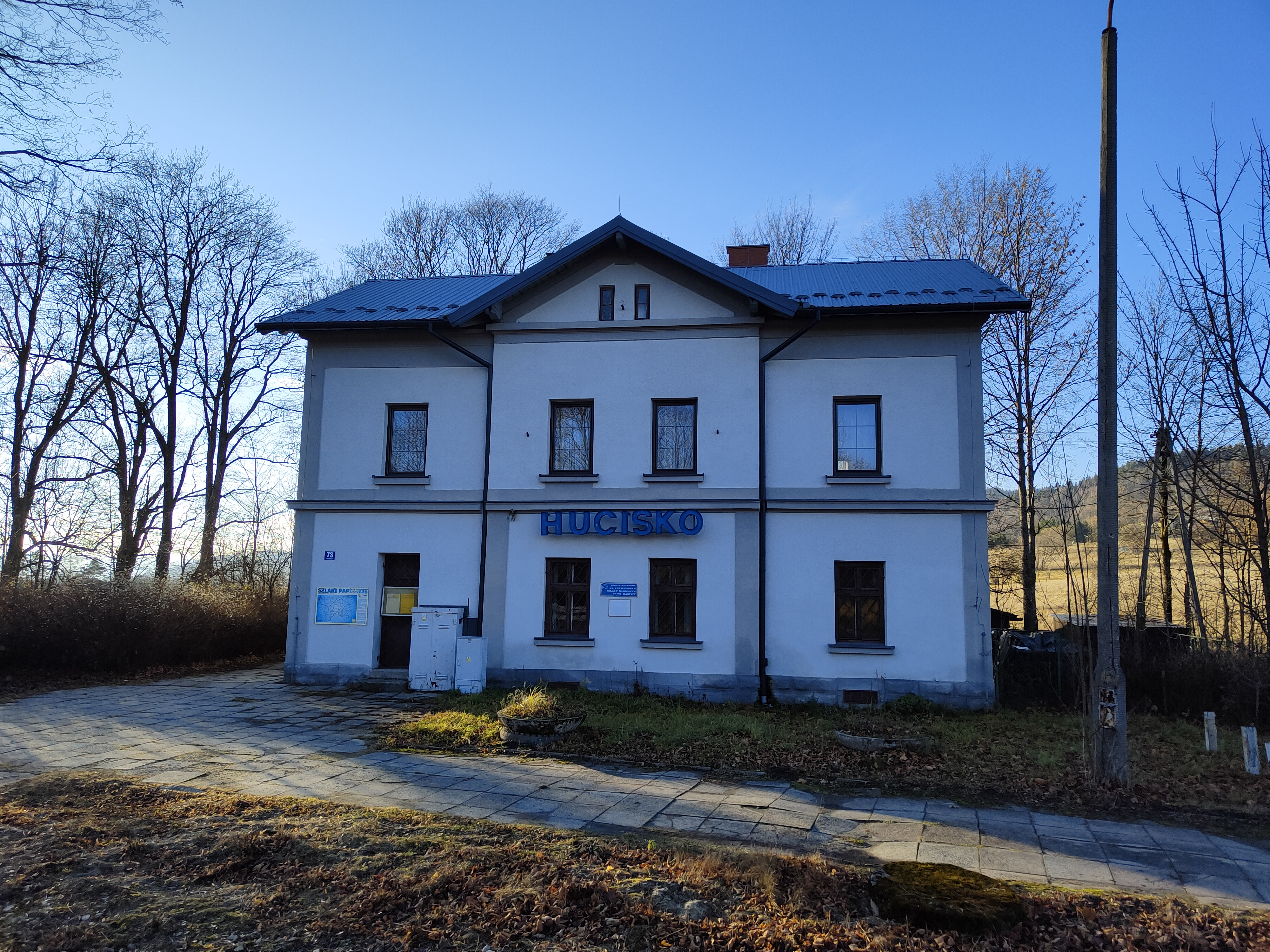
Budynek dworca kolejowego
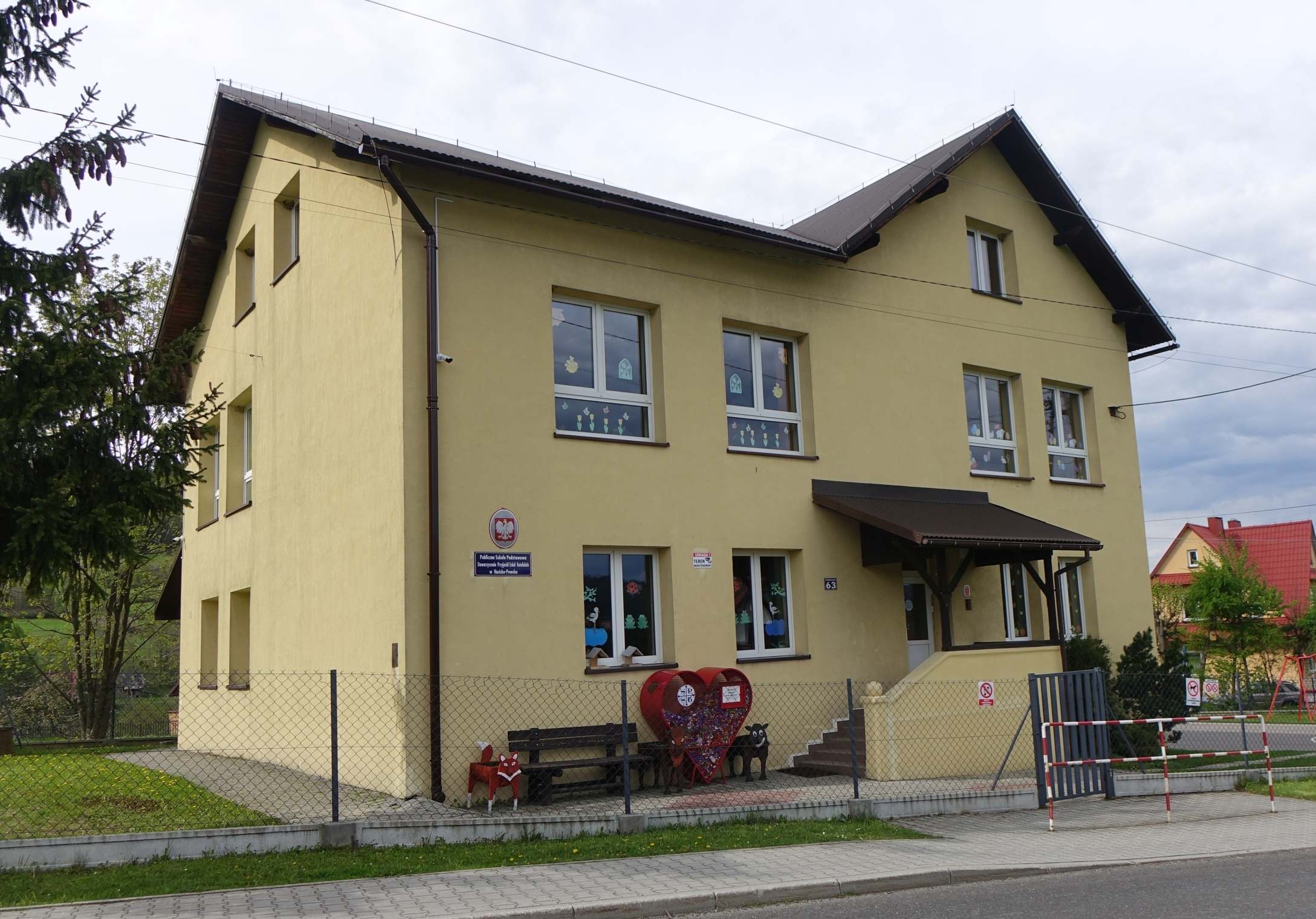
Szkoła Podstawowa
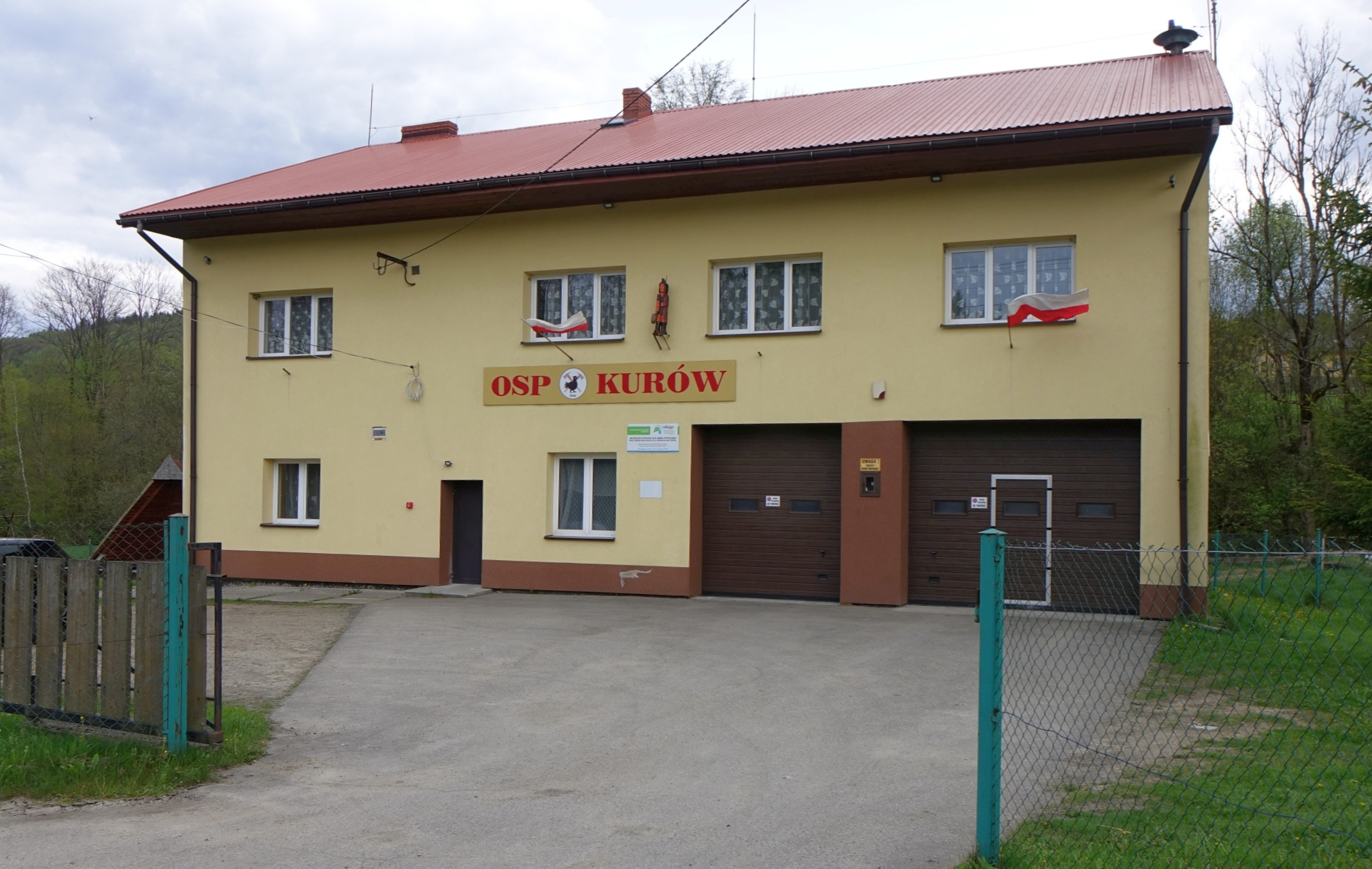
Remiza OSP